# Kana Tachibana
Kana Tachibana (橘佳奈, Tachibana Kana, née le 20 octobre 1985 au Japon) est une chanteuse japonaise, qui débute en 2000 sous le nom de scène Kana, à la création du groupe d'idoles japonaises dream. Elle est aussi gardienne de but de l'équipe de futsal qui en est dérivée, TEAM dream. Après plusieurs changements de noms et de formations du groupe, elle en demeure l'unique membre originale à partir de 2008. Elle le quitte finalement le 20 février 2011.

## Discographie
Albums avec Dream
- 20/09/2000 : Euro "Dream" Land (Super Eurobeat Presents...) (Remixes)
- 28/02/2001 : Dear...
- 14/02/2002 : Process
- 26/06/2002 : Eternal Dream (compilation)
- 26/02/2003 : Dream World
- 10/03/2004 : ID
- 29/09/2004 : 777 ~Best of Dreams~ (reprises / best of)
- 08/12/2004 : Dream Meets Best Hits Avex (reprises)
- 09/03/2005 : 777 ~Another Side Story~ (reprises / compilation)
- 27/07/2005 : Natsuiro (ナツイロ) (mini-album)
- 21/12/2005 : Boy Meets Girl (mini-album)
- 01/01/2007 : 7th Anniversary Best (best of)
- 01/01/2007 : Greatest Live Hits (live)
- 30/03/2007 : Complete Best (best of)
- 27/06/2007 : DRM (mini-album de DRM)
- 24/11/2010 : Hands Up!

Singles avec Dream
- 01/01/2000 : Movin' On
- 08/03/2000 : Heart on Wave / Breakin' Out
- 03/05/2000 : Private Wars
- 09/08/2000 : Reality
- 20/09/2000 : Night of Fire (Super Eurobeat Presents...)
- 29/11/2000 : My Will
- 28/02/2001 : Believe in You
- 23/05/2001 : Solve
- 08/08/2001 : Our Time
- 31/10/2001 : Stay: Now I'm Here
- 28/11/2001 : Get Over
- 01/01/2002 : Yourself
- 10/06/2002 : Sincerely ~Ever Dream~
- 13/02/2003 : Music Is My Thing
- 10/09/2003 : I Love Dream World
- 25/02/2004 : Identity -Prologue-
- 04/08/2004 : Pure
- 11/08/2004 : Love Generation
- 02/03/2005 : Soyokaze no Shirabe / Story
- 07/01/2008 : Touchy Touchy (single digital de DRM)
- 07/02/2008 : Electric (single digital de DRM)
- 07/03/2008 : Tasty (single digital de DRM)
- 07/04/2008 : To You (single digital de DRM)
- 09/09/2009 : Perfect Girls / To the Top (single "indie")
- 01/03/2010 : Breakout (single "indie")
- 18/08/2010 : My Way ~ULala~
- 06/10/2010 : Ev'rybody Alright!